# Бурунда
Бурунда — река в России, протекает в Селемджинском районе Амурской области. Длина реки — 187 километров (от истока Левой Бурунды — 206 км), площадь бассейна — 2880 км². Протекает по территории Норского заповедника.
Образуется при слиянии рек Левая Бурунда и Правая Бурунда. Течёт по заболоченной территории восточной окраины Амурско-Зейской равнины. Очень извилиста на всём своём протяжении. Много старичных озёр в пойме. Основной приток — Малая Бурундушка.
Долина реки не заселена. В верхнем течении находится коренное месторождение поделочного минерала халцедона и его разновидностей — оникса, сердолика, хризопраза, цегарата, агата.